# Typ 94 90-mm-Infanterie-Mörser
Der Typ 94 90-mm-Infanterie-Mörser (jap. 九四式軽迫撃砲, Kyūyon-shiki keihakugekihō) war ein Mörser, der vom Kaiserlich Japanischen Heer im Zweiten Japanisch-Chinesischen Krieg und im Pazifikkrieg von 1934 bis 1945 eingesetzt wurde. Die Bezeichnung Typ 94 deutet dabei auf das Jahr der Truppeneinführung, das Jahr Kōki 2594 bzw. 1934 nach gregorianischem Kalender, hin.

## Geschichte

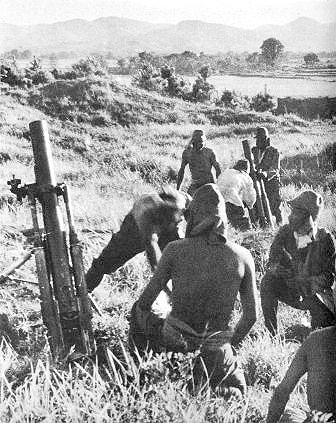
Japanische Soldaten feuern ihre Typ 94 90-mm-Mörser, China, 1937

1922 hatte das Japanische Heer als Feuernahunterstützug für seine Infanterie den Typ 11 70-mm-Infanterie-Mörser eingeführt. Da die Zielgenauigkeit und Reichweite des Typ 11 unbefriedigend gewesen war, erweckte der von Edgar Brandt überarbeitete Entwurf des Stokes-Mörsers (Mörserrohr mit Zweibein) das Interesse des Heeres. Es bestellte bei der Brandt-Firma zwei 81-mm-Modelle mit jeweils 1000 Schuss und führte mit diesen im Sommer 1932 erste Tests durch. Diese verliefen zufriedenstellend und im Frühjahr 1933 gab das Heer eine Bestellung von 250 Mörsern mit jeweils 1000 Schuss auf, um ihre Typ-11-Mörser und Typ-11-Geschütze zu ersetzen. Der Kauf kam nicht zustande, da das Typ 92 Bataillonsgeschütz beide Waffen ersetzte. Obwohl das Heer im August 1937 eine Lizenz erwarb, um den Brandt-Mörser zu fertigen, wurde ein ähnlicher Mörser bereits 1934 als Typ 94 90-mm-Infanterie-Mörser eingeführt. Der Typ 94 unterschied sich jedoch zu dem Brandt-Modell durch eine U-förmige Rückstoßaufhängung. Die aufwendige Konstruktion brachte das Gewicht des Typ 94 auf 159 kg, was ihn in der Truppe wegen der zu schweren Last unbeliebt machte. Aus diesem Grund wurde er überwiegend aus festen Stellungen eingesetzt. Wegen seiner hohen Treffergenauigkeit und der Mörsereigenschaft, in hoher Feuerkurve Ziele im Dschungel zu bekämpfen, bewährte sich der Typ 94 nicht nur im  Zweiten Japanisch-Chinesischen Krieg, sondern auch auf dem südostasiatischen Kriegsschauplatz. Der Kampfwert des Typ 94 wurde durch den verwendeten Munitionstyp Typ 94 HE unterstützt, der eine verhältnismäßig große Sprengkraft bzw. Splitterwirkung hatte.
Zwischen 450 und 518 Typ 94 wurden zwischen 1934 und 1940 produziert und wurden hauptsächlich im Zweiten Japanisch-Chinesischen Krieg eingesetzt. Bereits 1937 wurde der auf dem Brandt-Konzept basierende Typ 97 81-mm-Infanterie-Mörser eingeführt, der zum meist produzierten Mörser des Japanischen Heeres wurde.
Der Typ-94-Mörser blieb bis zum Ende des Krieges 1945 im Einsatz.

### Stückzahl
| Herstellungszahlen des Typ 94 90-mm-Infanterie-Mörser |      |      |      |      |      |      |      |           |
| Jahr                                                  | 1934 | 1935 | 1936 | 1937 | 1938 | 1939 | 1940 | Insgesamt |
| Stückzahl                                             | 034  | 032  | 128  | 089  | 080  | 097  | 058  | 518       |

## Technik
Der Typ 94 90-mm-Infanterie-Mörser war ein Glattrohr-Mörser, der im Steilfeuer hochexplosive (HE) Granaten Typ 94 HE mit einem Gewicht von 5,2 kg bis zu 3700 Meter weit verschießen konnte. Die 11,2 kg schwere Granate schwere Typ 94 HE konnte auf eine Distanz von 1500 Metern verschossen werden. Sie war entweder mit Sprengstoff, Rauch oder einem chemischen Brandsatz bestückt. Eine wesentliche Charakteristik des Typ 94 war die Rohraufhängung, die durch ein U-förmiges Rückstoßgehänge gehalten wurde. Sie verfügte über einen hydropneumatischen Rückstoßmechanismus und zusätzlich über einen Springfeder-Rückstoßmechanismus. Das U-förmige Stück hatte unten eine Kugel, die in die Bodenplatte eingesetzt wurde. Der Typ 94 konnte für den Transport in vier Lasten (Rohr, Rohraufhängung, Zweibein, Bodenplatte) zerlegt werden.
Technische Daten
- Kaliber: 90,5 mm
- Geschützlänge: 1,27 m
- Kaliberlänge: L/14,1
- Höhenrichtbereich: +45° bis +80°
- Seitenrichtbereich: Links 29°, rechts 26°
- Geschützgewicht: 159 kg
- Geschossgewicht: 5,3 kg bzw. 11,2 kg
- Mündungsgeschwindigkeit V0 = 227 m/s
- Maximale Reichweite: 3800 m